# Liriomyza baccharidis
Liriomyza baccharidis är en tvåvingeart som beskrevs av Spencer 1963. Liriomyza baccharidis ingår i släktet Liriomyza och familjen minerarflugor. Inga underarter finns listade i Catalogue of Life.